# Beezen
Die Sprache Beezen (ISO 639-3: bnz) ist eine jukunoide und vom Aussterben bedrohte Yukuben-Kutep-Sprache, die im Kamerun von nur noch 450 Personen in der Region Nordwesten, besonders in der Ortschaft Kpep (Beezen), gesprochen wird.
Innerhalb der jukunoiden Sprachen bildet es mit 4 weiteren Sprachen – Akum [aku] (Kamerun), Kapya [klo] (Nigerija), Kutep [kub] (Nigerija) und Yukuben [ybl] (Nigeria) – die Untergruppe Yukuben-Kuteb.
Viele Beezen-Sprecher können als Zweitsprache auch das Jukun, allerdings geht der Trend dahin, den Kindern das Kameruner Pidginenglisch beziehungsweise die Amtssprache Englisch beizubringen und weiterzugeben.